# Хотоан
Хотоан (рум. Hotoan) — село у повіті Сату-Маре в Румунії. Входить до складу комуни Кеуаш.
Село розташоване на відстані 444 км на північний захід від Бухареста, 39 км на південний захід від Сату-Маре, 120 км на північний захід від Клуж-Напоки.

## Населення
За даними перепису населення 2002 року у селі проживали 193 особи, з них 192 особи (99,5%) румунів. Рідною мовою 192 особи (99,5%) назвали румунську.